# Adam Pinkhurst

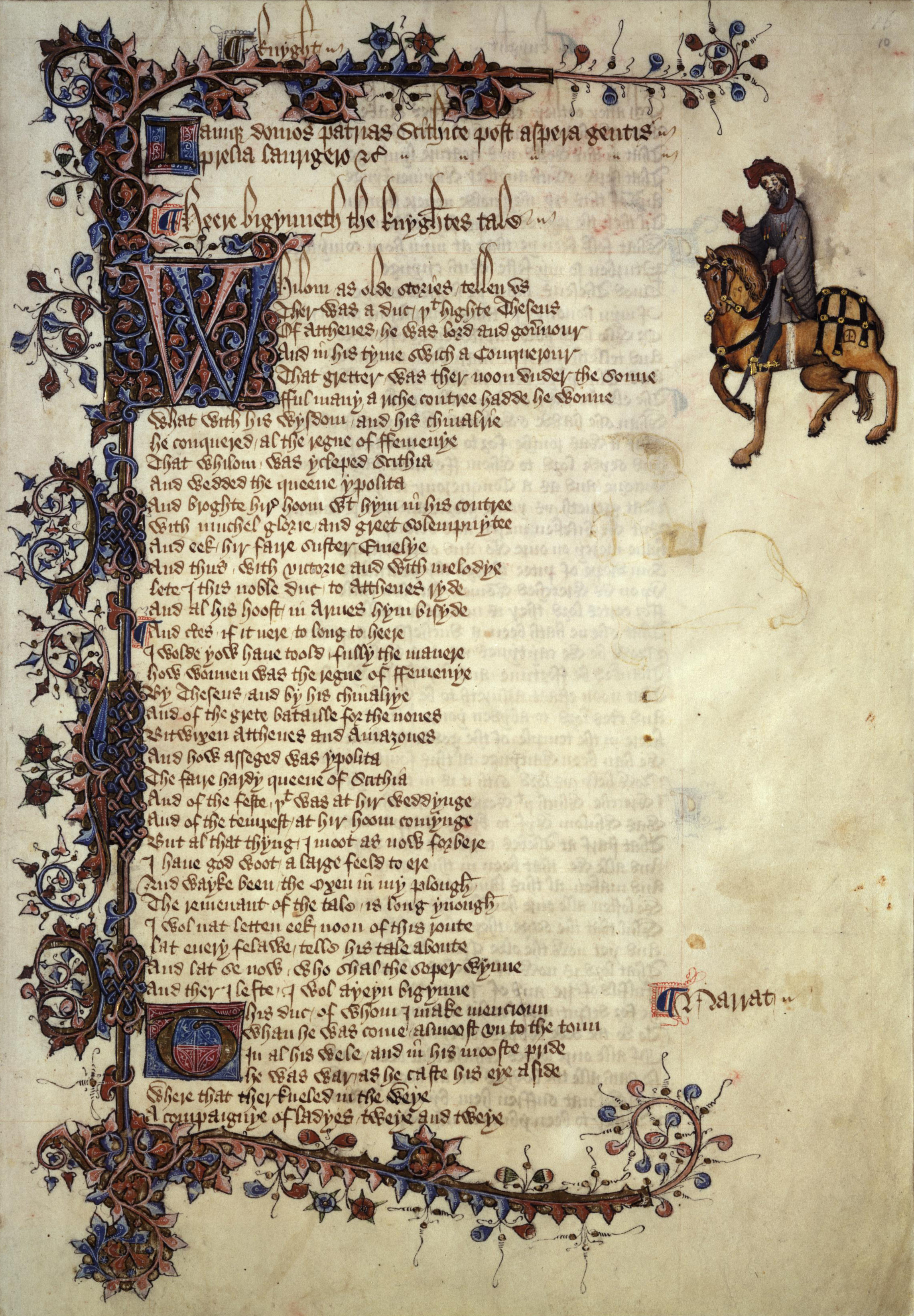
De eerste pagina van The Knight's Tale in de Ellesmere Chaucer, 14e eeuw.

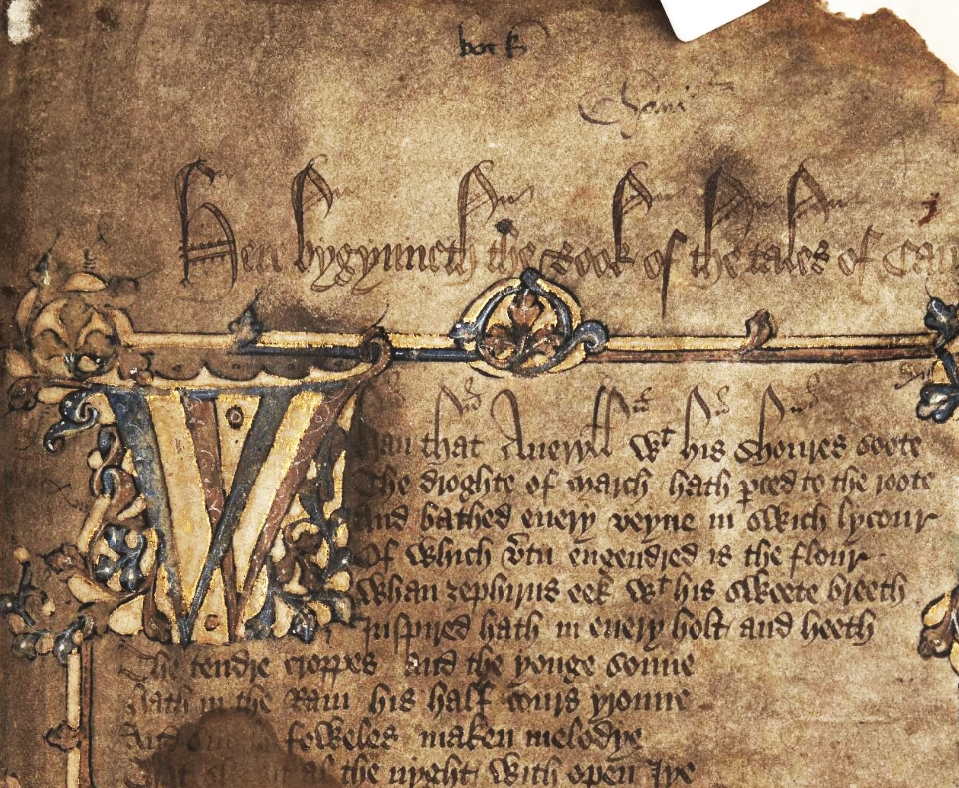
De eerste pagina van de General Prologue in de Hengwrt Chaucer, 14e eeuw.

Adam Pinkhurst is een laatmiddeleeuwse Londense scribent of schrijver, die werk van de Engelse dichter Geoffrey Chaucer kopieerde, waaronder de Hengwrt Chaucer- en de Ellesmere Chaucer-manuscripten. In 2004 werd hij door professor Linne R. Mooney geïdentificeerd. Hij is mogelijk de persoon tot wie Chaucer zich in zijn korte gedicht "Adam, his owne Scriveyn" richtte.

## "Scribe B"
Nauwkeurig wetenschappelijk onderzoek heeft geleid tot de conclusie dat de Hengwrt Chaucer- en de Ellesmere Chaucer- manuscripten door dezelfde scribent, aangeduid als “Scribe B”, werden gekopieerd. Hij werkte onder andere ook aan de kopie van John Gowers Confessio Amantis en het Cecil Fragment van Chaucers Troilus and Criseyde.
De Hengwrt Chaucer en de Ellesmere Chaucer zijn de oudste en tevens belangrijkste van alle overgeleverde manuscripten van Chaucers werk. Recent onderzoek geeft zelfs aan dat de Hengwrt Chaucer en misschien zelfs de Ellesmere Chaucer nog tijdens Chaucers leven werden gemaakt, en mogelijk onder zijn toezicht. De interesse voor deze Scribe B is dan ook sterk toegenomen: was hij een vakman en bestond er een band tussen hem en Chaucer?

## Identificatie van Pinkhurst
Tijdens het academiejaar 2003-2004 was professor Linne R. Mooney van de universiteit van York tijdelijk verbonden aan het Corpus Christi College in Cambridge. Mooney, een expert op het gebied van middeleeuwse Engelse paleografie, werkte er samen met dr. John Daughman aan computerondersteunde identificatie van middeleeuwse handschriften. Ze onderzocht scribenten, die tijdens de periode van 1375 tot 1425 in Engeland werkten en wier handschrift in meer dan één manuscript te vinden was. Meer dan 200 van deze schrijvers werden in een databank bijeengebracht.
In officiële documenten van de stad Londen verscheen er al in 1357 voor het eerst een gilde voor scribenten, de "Scriveners’ Company". In 1373 vroeg de gilde toestemming aan de stad om haar bevoegdheden uit te breiden, zodat er regels konden worden vastgelegd voor het beroep. Toch bleken die maatregelen niet genoeg en waren er nog veel freelance-schrijvers die het beroep schade toebrachten. In 1392 werd orde op zaken gesteld en moesten alle leden van de Scriveners' Company een schriftelijke eed afleggen en hun handtekening zetten in een “Common Paper”, een register met de regels van de gilde.
Mooney kon “Scribe B” identificeren als Adam Pinkhurst aan de hand van die schriftelijke eed en handtekening. Hij was de achtste ingeschrevene in het register. Waarschijnlijk was Pinkhurst al een paar jaren lid van de gilde. Hij werkte dus in de periode waarin Chaucer leefde en zijn meesterwerken schreef.

## Scribent Adam Pinkhurst
Mooneys onderzoek leidde naar Surrey, een graafschap ten zuiden van Londen. In officiële documenten over transacties van onroerende goederen in Dorking en de omliggende dorpen, vond ze sporen van een zekere Adam Pinkhurst en zijn vrouw Johanna, waarschijnlijk de ouders van de scribent. Bovendien was er een Pinkhurst Farm in de buurt.
Adam Pinkhurst was dus mogelijk de zoon van kleine landeigenaars, die op korte afstand van Londen woonden. Waarschijnlijk ging hij naar de stad om het vak van scribent te leren en de kost te verdienen met het schrijven van wettelijke documenten, petities, verslagen en brieven aan het hof.
Na 1373 werd de werkplaats van een scribent door de Scriveners’ Company aangeduid als een shop, onderworpen aan de bevoegdheden van de gilde, opgelegd door de Londense burgemeester en wethouders van de stad. Vanaf dan was het werk van Pinkhurst nauwkeurig omschreven, maar het maken van boeken was nog niet geregeld.
In de jaren 1380 deed Pinkhurst de boekhouding voor de gilde van de kooplieden. Die gilde kwam bijeen in het Hospital of St. Thomas of Acon en bovendien was Pinkhurst betrokken bij een transactie in verband met een woning naast het hospitaal. Het is dus best mogelijk dat hij ook daar het schrijfwerk voor deed.
Dit alles leidt tot de conclusie dat scribent Adam Pinkhurst een druk professioneel leven leidde. Hij was zonder twijfel betrokken bij het kopiëren van Chaucers werk, maar hij kopieerde ook werken van andere auteurs. Bovendien werkte hij aan een verscheidenheid van verschillende soorten tekst voor allerlei opdrachtgevers.

## Chaucers gedicht voor Adam
Voor de ontdekking van Mooney stond "Adam" bekend als het onderwerp van een kort gedicht, dat na Chaucers dood gepubliceerd werd. De voornaam van Pinkhurst deed Mooney besluiten dat het gedicht tot de scribent Adam Pinkhurst zelf gericht was.
Adam scriveyn if ever it thee bifalle

Boece or Troilus to wryten newe

Under thy long lokkes thou most have the scalle

But after my makyng thow wryte more trewe

So ofte a daye I mot thy werk renewe

Hit to correcte and eek to rubbe and scrape

And al is through thy negligence and rape— 
Schrijver Adam als het jou ooit zal overkomen

Boëthius of Troilus opnieuw te schrijven

Dan moet je schurft onder jouw lange lokken krijgen

Tenzij ik je meer getrouw kan doen schrijven

Zo dikwijls moet ik jouw werk overdoen

Om het te verbeteren en ook wrijven en afkrabben

En dat alles door jouw nalatigheid en haast
Chaucer klaagde in dit gedicht over het aantal verbeteringen, dat hij door de slordigheid en het haastige werk van Adam moest aanbrengen. Als Adam ooit Boëthius of Troilus and Criseyde nog eens op deze manier zou kopiëren, dan wenste Chaucer hem “scalle” toe, schurft onder zijn lange haren. Hieruit blijkt dat Adam Troilus en Criseyde al eens gekopieerd had, maar blijkbaar niet naar de zin van zijn opdrachtgever. Het gedicht verwijst naar de praktijk dat lange teksten door een professionele scribent werden gekopieerd, en dat ze tijdens dit proces werden teruggestuurd naar de auteur voor correctie. Het feit dat Adam zo haastig te werk ging, kan er ook op wijzen dat hij nog andere opdrachten had.
Het gedicht komt slechts in één manuscript voor, het Cambridge Trinity MS R.3.20. Het werd in de jaren 1430 door de scribent John Shirley gekopieerd. Hij gaf het de titel Chaucers Wordes Unto Adam, His Owne Scriveyn (Chaucers woorden tot Adam, zijn eigen schrijver)